# Yves-Charles Châtel
Yves-Charles Châtel, né le 24 mars 1885 à Rennes et mort le 13 octobre 1944 à Lisbonne est un administrateur colonial français, résident supérieur du Laos (1931), de l'Annam (1931-1934), du Tonkin (1937-1940), gouverneur général de l'Algérie en 1941-42.

## Biographie
Yves-Charles Châtel naît le 24 mars 1885 à Rennes dans un milieu d'universitaires et devient docteur en droit. Il effectue l'essentiel de sa carrière en Indochine qu'il rejoint dès 1909, après avoir terminé sa formation au sein de l'école coloniale. Il obtient, en 1918, la Croix de guerre et gravit les échelons de l'administration indochinoise. 
Après la mutinerie de Yên Bái, il devient résident supérieur en Anam et y mène une politique de soutien à l'empereur Bảo Đại. Le gouverneur général Pierre Pasquier parle de lui en soulignant sa « grande activité, son esprit pratique, son sens des réalités ».
Il est nommé secrétaire général du gouvernement de l'Indochine, puis résident supérieur au Tonkin, lorsque le déclenchement de la Seconde Guerre mondiale le mobilise en tant que capitaine d'infanterie coloniale jusqu'à l'Armistice. En octobre 1940, il est recommandé par Marcel Peyrouton auprès de Maxime Weygand.
Lorsque Weygand remplace l'amiral Abrial en juillet 1941, le Gouverneur Yves Châtel, Secrétaire général de la Délégation générale, est nommé Gouverneur général adjoint. 
Du 6 au 10 novembre 1941, il participe aux fêtes du centenaire de la création des tirailleurs et des spahis, présidées par les généraux Huntziger et Weygand. 
Le 20 novembre 1941, après le départ sous la pression allemande du général Weygand, Yves Châtel devint gouverneur général de l'Algérie,. Châtel rend visite à la communauté berbère Deni Abram le 3 juillet 1942 pour la cérémonie de renommage de la ville Deni Abram en Village Maréchal Pétain.
La politique menée par Yves-Charles Châtel diffère sur plusieurs points de celle de Maxime Weygand. Contrairement à ce dernier, hostile au Parti populaire français, il cherche à vivre en bonne intelligence avec les partisans de Jacques Doriot et multiplie les signes de bonne volonté. En matière de politique musulmane, il constitue un réseau d'informateurs et d'agents dont l'action est de diffuser une propagande française et d'infiltrer le mouvement doriotiste afin de lutter contre l'influence des Allemands. Dans ce cadre, il rencontre à plusieurs reprises Mohamed el-Maadi et manifeste de l'intérêt quant à la création d'un comité musulman représentatif.
En novembre 1942, avec Charles Noguès et Jean Bergeret, il rencontre l'amiral François Darlan à l'hôtel Saint-Georges à Alger. Là, il fut convenu que Darlan deviendrait haut-commissaire de l'Afrique du Nord et formerait ensemble le "Conseil impérial". Le 7 décembre, Châtel est nommé par Darlan membre du Conseil impérial, avec Henri Giraud, Noguès, Bergeret. Mais Darlan est assassiné le 24 décembre. Le 20 janvier 1943, Châtel démissionne de son poste de gouverneur général de l'Algérie et part à Lisbonne, où il meurt en 1944.

## Source
- Anne-Marie Briat, Des chemins et des hommes: la France en Algérie, 1830-1962 J. Curutchet/Editions Harriet, 1995